# Aly & Fila/Diskografie
Diese Diskografie ist eine Übersicht über die musikalischen Werke des ägyptischen Trance-Duos Aly & Fila.

## Alben

### Studioalben

#### Rising Sun [2010]
Am 28. Mai 2010 erschien das Debüt-Album „Rising Sun“ auf dem Armada Label. Man arbeitete mit talentierten Sängerinnen und Produzenten zusammen, darunter Tiff Lacey, Sue McLaren, Josie, Denise Rivera, Philippe El Sisi, Bjorn Akesson und vielen mehr. Der charakterliche Sound von diesem Album ist Uplifting und Euphoric Trance.

#### Quiet Storm [2013]
2013 erfolgte ihr 2. Album Quiet Storm auf dem Armada Label. Der charakterliche Sound von diesem Album ist gemischt aus Chill Out, Melodic und Uplifting Trance. Die Produktionszeit betrug drei Jahre.

#### The Other Shore [2014]
2014 veröffentlichten Aly & Fila mit The Other Shore ihr 3. Studio-Album auf Armada. Inspiriert von anderen Kulturen, Musikrichtungen und sogar Epochen besteht dieses Album aus Progressive Trance, Melodic Trance, Uplifting Trance und spiritueller Musik.

#### The Chill Out [2015]
2015 veröffentlichten Aly & Fila ihr viertes Studioalbum auf dem Armada Label, indem sie 15 Eigenproduktion nochmals komplett überarbeitet haben. Die jeweiligen Tracks werden allerdings nirgendwo live gespielt.

#### Beyond The Lights [2017]
Am 18. September 2017 veröffentlichten Aly & Fila ihr fünftes Studioalbum unter dem eigenen Label FSOE Recordings.

### Remixalben

#### Rising Sun (The Remixes) [2011]
2011 veröffentlichten Aly & Fila ihr erstes Remixalbum auf dem Armada Label.

#### Quiet Storm (The Remixes) [2014]
2014 veröffentlichten Aly & Fila ihr zweites Remixalbum auf dem Armada Label. Es wird den Musikkategorien Trance, Tech Trance und Progressive Trance zugeordnet.

### Sampler
| Jahr | Kompilation                                | Anmerkungen       |
| ---- | ------------------------------------------ | ----------------- |
| 2008 | TranceWorld Vol. 2                         | Armada            |
| 2009 | Techno Club Vol. 30 (mit Talla 2XLC)       | Klubbstyle Media  |
| 2009 | Street Parade 2009 – Trance                | EMI               |
| 2010 | Future Sound of Egypt Vol. 1               | Armada            |
| 2011 | Summer Showcase                            | DJ Magazine       |
| 2012 | Future Sound of Egypt Vol. 2               | Armada            |
| 2014 | Trance Nation 2014                         | Ministry Of Sound |
| 2014 | A State Of Trance 650 – New Horizons       | Armada            |
| 2015 | Future Sound of Egypt Vol. 3               | Armada            |
| 2015 | Future Sound of Egypt 400                  | Armada            |
| 2016 | Armada Collected                           | Armada            |
| 2016 | Future Sound of Egypt 450                  | FSOE Recordings   |
| 2017 | Future Sound Of Egypt - Best Of 2017       | FSOE Recordings   |
| 2018 | Future Sound Of Egypt 500                  | FSOE Recordings   |
| 2018 | Future Sound Of Egypt 550 – A World Beyond | FSOE Recordings   |

## Singles

### Single-Produktionen
| Jahr | Lied                                                                                      | Label                 |
| ---- | ----------------------------------------------------------------------------------------- | --------------------- |
| 2003 | Eye of Horus                                                                              | Euphonic Records      |
| 2004 | Spirit of Ka                                                                              | Offshore Music        |
| 2005 | Thebes                                                                                    | Offshore Music        |
| 2007 | Ankh – Breath of Life (als A&F Project)                                                   | Offshore Music        |
| 2007 | Uraeus (als A&F Project)                                                                  | Offshore Music        |
| 2007 | A Dream of Peace (vs. Amadeus)                                                            | Discover              |
| 2008 | Key of Life                                                                               | Offshore Music        |
| 2008 | Dynasty                                                                                   | Offshore Music        |
| 2008 | How Long? (feat. Jahala)                                                                  | Soundpiercing         |
| 2008 | Lost Language                                                                             | Soundpiercing         |
| 2009 | Khepera                                                                                   | FSOE Recordings       |
| 2010 | I Can Hear You (feat. Sue McLaren)                                                        | FSOE Recordings       |
| 2010 | Listening                                                                                 | FSOE Recordings       |
| 2010 | My Mind Is With You (feat. Denise Rivera)                                                 | FSOE Recordings       |
| 2011 | Still (feat. Sue McLaren)                                                                 | FSOE Recordings       |
| 2011 | We Control the Sunlight (feat. Jwaydan)                                                   | FSOE Recordings       |
| 2011 | Paradise (feat. Tiff Lacey)                                                               | FSOE Recordings       |
| 2011 | Freedom                                                                                   | Self-released         |
| 2012 | 200 (FSOE 200 Anthem)                                                                     | FSOE Recordings       |
| 2012 | Coming Home (feat. Jwaydan)                                                               | FSOE Recordings       |
| 2012 | Perfect Love (mit Roger Shah & Adrina Thorpe)                                             | FSOE Recordings       |
| 2012 | Sand Theme (FSOE 250 Anthem) (vs. Bjorn Akesson)                                          | FSOE Recordings       |
| 2012 | Fireisland (mit Solarstone)                                                               | Black Hole Recordings |
| 2012 | Vapourize (vs. John O’Callaghan)                                                          | FSOE Recordings       |
| 2013 | Without You (mit Susana)                                                                  | FSOE Recordings       |
| 2013 | The Journey (FSOE 300 Anthem) (vs. Fady & Mina)                                           | FSOE Recordings       |
| 2013 | Running Out Of Time (feat. Chris Jones)                                                   | FSOE Recordings       |
| 2013 | Brilliant People (mit Giuseppe Ottaviani)                                                 | Black Hole Recordings |
| 2013 | Mysteries Unfold (feat. Sue McLaren)                                                      | FSOE Recordings       |
| 2014 | For All Time (mit Jaren)                                                                  | FSOE Recordings       |
| 2014 | Eye 2 Eye (FSOE 350 Anthem) (meets Roger Shah feat. Sylvia Tosun)                         | FSOE Recordings       |
| 2014 | Universelab (mit Stoneface & Terminal)                                                    | FSOE Recordings       |
| 2014 | Nubia (mit Ferry Tayle)                                                                   | FSOE Recordings       |
| 2014 | Full Throttle (vs. Sneijder)                                                              | FSOE Recordings       |
| 2014 | Guardian (mit Paul van Dyk feat. Sue McLaren)                                             | Ultra Records         |
| 2015 | The Other Shore (Sampler)                                                                 | FSOE Recordings       |
| 2015 | Napoleon (mit Ferry Tayle)                                                                | FSOE Recordings       |
| 2015 | Es Vedra (mit The Thrillseekers)                                                          | FSOE Recordings       |
| 2015 | A New Age (FSOE 400 Anthem) (mit Omar Sherif & Jonathan Carvajal)                         | FSOE Recordings       |
| 2016 | Million Voices (mit Luke Bond & Audrey Gallagher)                                         | FSOE Recordings       |
| 2016 | Kingdoms (FSOE450 Anthem) (mit Ahmed Romel)                                               | FSOE Recordings       |
| 2016 | Unbreakable (mit Susana & Roger Shah)                                                     | FSOE Recordings       |
| 2017 | Beyond The Lights                                                                         | FSOE Recordings       |
| 2017 | UV (mit Paul Thomas)                                                                      | FSOE UV               |
| 2017 | The Chronicles (FSOE 500 Anthem) (mit Philippe El Sisi & Omar Sherif feat. Karim Youssef) | FSOE Recordings       |
| 2017 | All Heaven (mit Super8 & Tab feat. Ana Criado)                                            | FSOE Recordings       |
| 2017 | Concorde (mit Ferry Tayle)                                                                | FSOE Fables           |
| 2017 | Camellia (vs. Ferry Corsten)                                                              | FSOE Recordings       |
| 2017 | Shadow (vs. Scott Bond & Charlie Walker)                                                  | FSOE Recordings       |
| 2018 | You & I (Emma Hewitt)                                                                     | FSOE Recordings       |
| 2018 | A World Beyond (FSOE 550 Anthem) (mit Philippe El Sisi & Omar Sherif)                     | FSOE Recordings       |
| 2018 | Surrender (mit Sue McLaren)                                                               | FSOE Recordings       |
| 2019 | It’s All About The Melody                                                                 | FSOE Recordings       |

### Remix-Produktionen
| Jahr | Lied                                                              | Label                   |
| ---- | ----------------------------------------------------------------- | ----------------------- |
| 2004 | Audioplacid – Diving                                              | FlowMotion Recordings   |
| 2005 | York – Iceflowers                                                 | Offshore Music          |
| 2005 | Filo & Peri meet Mike Foyle – Luana                               | Empire State Recordings |
| 2006 | The Thrillseekers feat. Gina Dootson – By Your Side               | Adjusted Music          |
| 2006 | Tatana – Interview with an Angel                                  | Sirup                   |
| 2006 | Miguel Sassot – Empty                                             | Deepblue Limited        |
| 2006 | York feat. Asheni – Mercury Rising                                | Offshore Music          |
| 2006 | Magic Island – Paradise                                           | Deepblue Records        |
| 2007 | Ben Gold feat. Senadee – Say the Words                            | Flux Delux              |
| 2007 | Deems – Tears of Hope                                             | Discover                |
| 2007 | Lost Witness vs. Sassot – Whatever                                | A State Of Trance       |
| 2007 | FKN feat. Jahala – Why                                            | Discover                |
| 2007 | Mark Eteson & Jon Prior – Dynamic Stability                       | nu-depth Recordings     |
| 2007 | DT8 Project – Hold Me Till the End                                | Mondo Records           |
| 2007 | Andy Prinz mit Naama Hillman – Quiet of Mind                      | Offshore Music          |
| 2007 | Mr. Sam feat. Kirsty Hawkshaw – Split                             | Maelstrom Records       |
| 2007 | Abbott & Chambers – Never After                                   | Alter Ego Records       |
| 2007 | Six Senses pres. Xposure – Niagara                                | Conspiracy Recordings   |
| 2007 | Ben Gold – Roll Cage                                              | Flux Delux              |
| 2007 | Majera – Velvet Sun                                               | Deepblue Records        |
| 2007 | DJ Atmospherik feat. Henchman – You Owe Me                        |                         |
| 2008 | Mungo – Summer Blush                                              | A State Of Trance       |
| 2008 | Armin van Buuren feat. Susana – If You Should Go                  | Armada                  |
| 2008 | DJ Shah feat. Adrina Thorpe – Back To You                         | Magic Island Records    |
| 2008 | Filo & Peri feat. Eric Lumiere – Shine On                         | Vandit Records          |
| 2008 | Lange feat. Sarah Howells – Out of the Sky                        | Maelstrom Records       |
| 2008 | Rapid Eye – Circa Forever                                         | ATCR                    |
| 2008 | DNS Project pres. Whiteglow – Airbourne                           | Monster Tunes           |
| 2008 | Sunlounger feat. Zara – Lost                                      | Magic Island Records    |
| 2009 | Friends Of Street Parade – Move Your Mind                         | EMI                     |
| 2009 | Neptune Project – Aztec                                           | FSOE Recordings         |
| 2009 | FKN feat. Jahala – Still Time                                     | Deepblue Records        |
| 2009 | Sly One – This Late Stage                                         | Discover                |
| 2009 | Philippe El Sisi feat. Aminda – You Never Know                    | FSOE Recordings         |
| 2009 | Vast Vision feat. Fisher – Everything                             | FSOE Recordings         |
| 2010 | Leon Bolier – Shimamoto                                           | 2 Play Records          |
| 2010 | Max Graham feat. Ana Criado – Nothing Else Matters                | Re*Brand                |
| 2010 | Gaia – Aisha                                                      | Armada                  |
| 2010 | Solarstone – Touchstone                                           | Solaris Recordings      |
| 2010 | Nacho Chapado & SMAZ feat. Sue McLaren – Between Heaven and Earth | FSOE Recordings         |
| 2010 | John Askew – Intimate Strangers                                   | FSOE Recordings         |
| 2011 | Sied van Riel feat. Nicola McKenna – Stealing Time                | Liquid Recordings       |
| 2011 | Ayumi Hamasaki – Days                                             | Avex Trax               |
| 2011 | Mandala Bros – Return To India                                    | Mandala Beatz           |
| 2011 | Bjorn Akesson & Jwaydan – Xantic                                  | FSOE Recordings         |
| 2011 | Protoculture feat. Shannon Hurley – Sun Gone Down                 | Armada                  |
| 2011 | Joel Hirsch feat. Dustin Allen – Alive                            | Unearthed Records       |
| 2012 | Andy Moor feat. Jessica Sweetman – In Your Arms                   | AVA Recordings          |
| 2012 | Gareth Emery feat. Christina Novelli – Concrete Angel             | Garuda                  |
| 2012 | Alex M.O.R.P.H. feat. Hannah – When I Close My Eyes               | A State Of Trance       |
| 2013 | Roger Shah & Brian Laruso feat. Jes – Higher Than The Sun         | Magik Muzik             |
| 2013 | Simon O’Shine & Sergey Nevone – Apprehension                      | Armada                  |
| 2013 | Armin van Buuren feat. Laura Jansen – Sound Of The Drums          | Armada                  |
| 2014 | Luke Bond feat. Roxanne Emery – On Fire                           | Garuda                  |
| 2014 | Peter Santos – Under The Same Sky                                 | Go On Air               |
| 2015 | Bobina – Invisible Touch                                          | Magik Muzik             |
| 2015 | Paul van Dyk – Heart Like An Ocean                                | New State Music         |
| 2016 | Mohamed Ragab feat. Jaren – Hear Me                               | FSOE Recordings         |
| 2016 | Ferry Corsten – Beautiful                                         | Flashover Recordings    |
| 2018 | Roger Shah & Aisling Jarvis – Hold Your Head Up High              | FSOE Recordings         |

## Unveröffentlichte Lieder
Speziell für ihre DJ-Sets haben Aly & Fila einige Tracks produziert, aber nie veröffentlicht:
| Jahr | Titel                                                                             | DJ-Set                                                |
| ---- | --------------------------------------------------------------------------------- | ----------------------------------------------------- |
| 2005 | Lime & Dale – Downtown (Aly & Fila Remix)                                         | Aly & Fila – Spiritual Moment 002                     |
| 2006 | Gabriel & Dresden feat. Molly – Traching Treasure Down (Aly & Fila Remix)         | Future Sound of Egypt 002                             |
| 2006 | OceanLab feat. Justine Suissa – Satellite (Aly & Fila Remix)                      | Future Sound of Egypt 002                             |
| 2006 | Eric Lidstroem Pres. Civil Citizen – Enthralment (Aly & Fila Remix)               | Future Sound of Egypt 011                             |
| 2008 | Cartel – Moments (Anguilla Project Remix) (Aly & Fila Rework)                     | Future Sound of Egypt 023                             |
| 2008 | Tarja Turunen – The Reign                                                         | Aly & Fila @ A State Of Trance 350                    |
| 2008 | Andy Prinz – Provision (Aly & Fila Remix)                                         | Future Sound of Egypt 046                             |
| 2008 | Ferry Corsten Pres. Moonman – Galaxia (Aly & Fila Rework)                         | Future Sound of Egypt 062                             |
| 2009 | Gaia – 4 Elements (Aly & Fila Remix)                                              | Aly & Fila @ A State Of Trance 400 – Day 3            |
| 2009 | Barry Jay – Infused (Aly & Fila Rework)                                           | Street Parade 2009 – Trance (Mixed By Aly & Fila)     |
| 2009 | Martin Roth & Bartlett Bros – Losing Gravity (Aly & Fila Remix)                   | Dream Dance Vol. 52 – CD 2                            |
| 2009 | Johan Ekman pres. Youone – Vaste Regrette (Aly & Fila Rework)                     | Aly & Fila @ FSOE Day, AH.FM                          |
| 2009 | Manvel Ter-Pogosyan feat. Jenni Perez – Fallen In Too Deep (Aly & Fila Rework)    | Aly & Fila @ FSOE Day, AH.FM                          |
| 2010 | Armin van Buuren feat. Christian Burns – This Light Between Us (Aly & Fila Remix) | Aly & Fila @ Creamfields Abu Dhabi 2010 at Yas Island |
| 2012 | Dash Berlin feat. Jonathan Medelsohn – Better Half Of Me (Aly & Fila Remix)       | FSOE 250 @ Space Scharm asch-Schaich                  |
| 2012 | Perfect Love (Uplifting Mix) (mit Roger Shah & Adrina Thorpe)                     | Aly & Fila @ EDC Las Vegas 2012 / ASOT-Stage          |
| 2015 | Perfect Love Is Eye 2 Eye (Aly & Fila Mashup)                                     | FSOE 400 @ Pyramids Of Giza                           |
| 2016 | Napoleon vs. We Control The Sunlight (Aly & Fila Mashup)                          | Aly & Fila @ EDC Las Vegas 2016                       |
| 2016 | Proper Children (Aly & Fila Mashup)                                               | Aly & Fila @ FSOE 450 in UK                           |